# Atomu Mizuishi
Atomu Mizuishi (Kanagawa, 1º gennaio 1996) è un attore giapponese.

## Biografia
Nel 2012 ha fatto il suo debutto come attore interpretando Renji Yanagi in Prince of Tennis. Nel 2014 ha interpretato Crow in Garo: Makai no Hana. Nel 2020 è stato scelto per Mashin Sentai Kiramager nel ruolo di Shiguru Oshikiri/Kiramai Blue.

## Filmografia

### Cinema
- Fullmetal Alchemist, regia di Fumihiko Sori (2017)
- How Neya Ryoka Became a Director, regia di Kamimura Naho (2020)[3]
- Yellow Dragon's Village, regia di Yugo Sakamoto (2021)
- Kokumin no Sentaku (2021)
- Baby Assassins, regia di Yugo Sakamoto (2021)
- Saber + Zenkaiger: Super Hero Senki, regia di Ryuta Tasaki (2021)
- Mashin Sentai Kiramager vs Ryusoulger, regia di Kôichi Sakamoto (2021)
- Fullmetal Alchemist - La vendetta di Scar, regia di Fumihiko Sori (2022)[4]
- Fullmetal Alchemist - Alchimia finale, regia di Fumihiko Sori (2022)[5]
- Kikai Sentai Zenkaiger vs Kiramager vs Senpaiger, regia di Kyohei Yamaguchi (2022)
- The Key: Professor's Pleasure, regia di Hiroki Inoue (2022)
- Old School (2022)
- Baby Assassins 2, regia di Yugo Sakamoto (2023)
- Old Narcissus, regia di Tokaibayashi Tsuyoshi (2023)
- Immersion, regia di Takashi Shimizu (2023)
- Wheels and Axle, regia di Matsumoto Jumpei (2023)

### Televisione
- Garo: Makai no Hana – serie TV, (2014)
- Kamen Rider Zi-O – serie TV, (2018)
- Mashin Sentai Kiramager – serie TV, (2020)[6]
- Young GTO – serie TV, (2020)
- Taikan yohō – serie TV, (2023)[7]

## Doppiatori italiani
Nelle versioni in italiano nelle opere in cui ha recitato, Atomu Mizuishi è stato doppiato da:
- Alex Polidori in Fullmetal Alchemist, Fullmetal Alchemist - La vendetta di Scar, Fullmetal Alchemist - Alchimia finale